# James M. Harvey

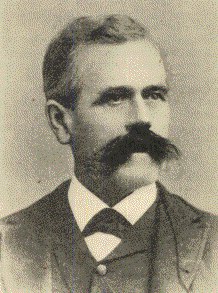
James M. Harvey

James Madison Harvey, född 21 september 1833 i Virginia (nuvarande West Virginia), död 15 april 1894 nära Junction City, Kansas, var en amerikansk republikansk politiker. Han var guvernör i delstaten Kansas 1869-1873. Han representerade Kansas i USA:s senat 1874-1877.
Harvey gick i skola i Indiana, Illinois och Iowa. Han flyttade 1859 till Kansasterritoriet. Han deltog i amerikanska inbördeskriget som kapten i nordstatsarmén.
Harvey efterträdde 1869 Nehemiah Green som guvernör i Kansas. Han efterträddes 1873 av Thomas A. Osborn. Harvey efterträdde sedan 1874 Robert Crozier i USA:s senat. Han efterträddes 1877 som senator av Preston B. Plumb.
Harvey var verksam som lantmätare fram till 1890. Han återvände sedan till Kansas där han avled och gravsattes på Highland Cemetery i Junction City.